# Virtus Pallacanestro Bologna 2001-2002
Questa voce raccoglie le informazioni riguardanti la Virtus Pallacanestro Bologna nelle competizioni ufficiali della stagione 2001-2002.

## Stagione
La stagione 2001-2002 della Virtus Pallacanestro Bologna sponsorizzata Kinder è la 66ª nel massimo campionato italiano di pallacanestro, la Serie A.
All'inizio della nuova stagione la Lega Basket decise che le società italiane potevano tesserare fino a sette giocatori stranieri, con anche la caduta della distinzione tra giocatori comunitari ed extracomunitari.

## Roster
Aggiornato al 9 dicembre 2021
| Kinder Virtus Bologna 2001-2002 | Kinder Virtus Bologna 2001-2002 |
| Giocatori                       | Staff tecnico                   |
| ------------------------------- | ------------------------------- |

| N. | Naz.                                        | Ruolo | Nome                  | Anno | Alt.   | Peso   |  |
| -- | ------------------------------------------- | ----- | --------------------- | ---- | ------ | ------ |  |
| 6  | Argentina (bandiera) · Italia (bandiera)    | AP    | Emanuel Ginóbili      | 1977 | 200 cm | 90 kg  |  |
| 7  | Italia (bandiera)                           | G     | Alessandro Abbio      | 1971 | 193 cm | 85 kg  |  |
| 8  | Italia (bandiera)                           | P     | Davide Bonora         | 1973 | 187 cm | 84 kg  |  |
| 9  | Italia (bandiera)                           | G     | Cristian Akrivos      | 1983 | 191 cm | 84 kg  |  |
| 9  | Italia (bandiera)                           | AP    | Carlo Ferri           | 1983 | 195 cm |        |  |
| 9  | Italia (bandiera)                           | P     | Roberto Graziano      | 1984 | 181 cm |        |  |
| 9  | Italia (bandiera)                           | G     | Marco Belinelli       | 1986 | 192 cm | 82 kg  |  |
| 10 | Slovenia (bandiera)                         | G     | Sani Bečirovič        | 1981 | 195 cm | 87 kg  |  |
| 11 | Stati Uniti (bandiera)                      | G     | Antonio Granger       | 1976 | 198 cm | 96 kg  |  |
| 12 | Italia (bandiera)                           | C     | Alessandro Frosini    | 1972 | 209 cm | 110 kg |  |
| 13 | Australia (bandiera) · Danimarca (bandiera) | AC    | David Andersen        | 1980 | 212 cm | 111 kg |  |
| 14 | Francia (bandiera)                          | P     | Antoine Rigaudeau (C) | 1971 | 201 cm | 95 kg  |  |
| 15 | Stati Uniti (bandiera)                      | C     | Rashard Griffith      | 1971 | 211 cm | 125 kg |  |
| 16 | Italia (bandiera)                           | C     | Flavio Carera         | 1963 | 206 cm | 115 kg |  |
| 17 | Italia (bandiera)                           | AC    | David Brkic           | 1982 | 208 cm | 105 kg |  |
| 18 | Slovenia (bandiera)                         | A     | Matjaž Smodiš         | 1979 | 205 cm | 110 kg |  |
| 19 | Italia (bandiera)                           | C     | Paolo Barlera         | 1982 | 216 cm | 114 kg |  |
| 20 | Jugoslavia (bandiera) · Grecia (bandiera)   | PG    | Marko Jarić           | 1978 | 201 cm | 95 kg  |  |
| -  | Italia (bandiera)                           | P     | Matteo Brunamonti     | 1984 | 185 cm |        |  |

| Allenatore                                                                                                 |
| - Ettore Messina (fino all'11 marzo e dal 15 marzo) - Giordano Consolini (dal 12 marzo e fino al 15 marzo) |
| Assistente/i                                                                                               |
| - Giordano Consolini - Emanuele Molin Legenda - (C) Capitano - Infortunato Roster                          |

## Mercato

### Sessione estiva
| Acquisti | Acquisti       | Acquisti         | Acquisti   | Acquisti |
| R.a      | Nome           | da               | Modalità   |          |
| -------- | -------------- | ---------------- | ---------- | -------- |
| C        | Flavio Carera  | Montecatini S.C. | definitivo |          |
| G        | Sani Bečirovič | Olimpija Lubiana | definitivo |          |

| Cessioni | Cessioni             | Cessioni           | Cessioni       | Cessioni |
| R.       | Nome                 | a                  | Modalità       |          |
| -------- | -------------------- | ------------------ | -------------- | -------- |
| AC       | Nikola Jestratijević | Budućnost          | fine contratto |          |
| G        | Hugo Sconochini      | Free agent         | fine contratto |          |
| GA       | Fabrizio Ambrassa    | A. Costa Imola     | fine contratto |          |
| AC       | David Brkic          | Traiskirchen Lions | prestito       |          |

### Dopo l'inizio della stagione
| Acquisti | Acquisti        | Acquisti           | Acquisti       | Acquisti      |
| R.       | Nome            | da                 | Data           | Modalità      |
| -------- | --------------- | ------------------ | -------------- | ------------- |
| AC       | David Brkic     | Traiskirchen Lions | 2 gennaio 2003 | fine prestito |
| G        | Antonio Granger | Siviglia           | 25 aprile 2002 | definitivo    |

| Cessioni | Cessioni         | Cessioni | Cessioni      | Cessioni    |
| R.       | Nome             | a        | Data          | Modalità    |
| -------- | ---------------- | -------- | ------------- | ----------- |
| G        | Alessandro Abbio | Valencia | 4 aprile 2002 | rescissione |

## Risultati
- Serie A:
  - stagione regolare: 3ª classificata su 19 squadre (28-8);
  - playoff: semifinalista (4-3)
- Coppa Italia: Vincente (5-1)
- Eurolega: finalista (17-5)
- Supercoppa: finalista (0-1)